# Tapuruia jolyi
Tapuruia jolyi är en skalbaggsart som beskrevs av Dilma Solange Napp och Martins 1985. Tapuruia jolyi ingår i släktet Tapuruia och familjen långhorningar.
Artens utbredningsområde är Venezuela. Inga underarter finns listade i Catalogue of Life.